# George Buchanan
För andra betydelser, se George Buchanan (olika betydelser).
George Buchanan, född 1506 och död 28 september 1582, var en skotsk renässanshumanist, nylatinsk diktare och historieskrivare.
Under 1520- och 1530-talen studerade Buchanan huvudsakligen i Paris, där han lärde känna reformationen. Efter att ha återvänt till Skottland skrev han satiriska dikter mot munkarna, föreläste från 1540 i Bordeaux och från 1544 i Paris. Han var senare verksam i Portugal, där han anklagades inför inkvisitionen. Från 1561 vistades Buchanan i Skottland där han, nu ansluten till reformationen, var prins Jakobs lärare.
Bland hans skrifter märks den mot Maria Stuart riktade pamfletten Detectio Mariæ reginæ (1571) och De jure regni apud scotos (1579), där han gör gällande att folket är ursprunget till makten inom staten. Buchanan skrev även ett flertal latinska dikter och tragedier, gjorde en metrisk översättning av Psaltaren. Främst är han dock känd för sin skotska historia, Rerum scoticarum historia (1582, många senare upplagor).